# Streptanthus petiolaris
Streptanthus petiolaris är en korsblommig växtart som beskrevs av Asa Gray. Streptanthus petiolaris ingår i släktet Streptanthus och familjen korsblommiga växter. Inga underarter finns listade i Catalogue of Life.